# Choctaw County (Mississippi)
Das Choctaw County ist ein County im US-Bundesstaat Mississippi. Der Verwaltungssitz (County Seat) ist Ackerman. Das U.S. Census Bureau hat bei der Volkszählung 2020 eine Einwohnerzahl von 8246 ermittelt.

## Geographie
Das County liegt im mittleren Norden von Mississippi und hat eine Fläche von 1087 Quadratkilometern, wovon zwei Quadratkilometer Wasserfläche sind. Es grenzt an folgende Countys:
|                   | Webster County |                  |
| Montgomery County |                | Oktibbeha County |
| Attala County     |                | Winston County   |

## Geschichte
Das Choctaw County wurde am 23. Dezember 1833 aus Teilen des Choctaw-Landes gebildet. Benannt wurde es nach den Choctaw, einem nordamerikanischen Indianervolk.
Fünf Orte im County sind im National Register of Historic Places eingetragen (Stand 1. Februar 2018).

## Demografische Daten

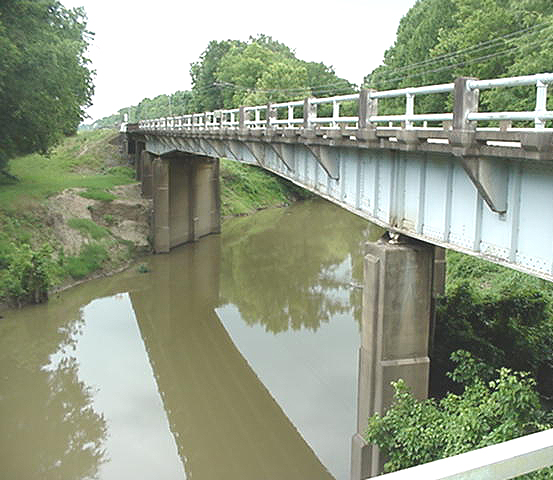
Der Noxubee River

Alterspyramide des Choctaw Countys (Stand: 2000)

Nach der Volkszählung im Jahr 2000 lebten im Choctaw County 9758 Menschen in 3686 Haushalten und 2668 Familien. Die Bevölkerungsdichte betrug 9 Personen pro Quadratkilometer. Ethnisch betrachtet setzte sich die Bevölkerung zusammen aus 68,03 Prozent Weißen, 30,68 Prozent Afroamerikanern, 0,31 Prozent amerikanischen Ureinwohnern, 0,13 Prozent Asiaten, 0,01 Prozent Bewohnern aus dem pazifischen Inselraum und 0,42 Prozent aus anderen ethnischen Gruppen; 0,42 Prozent stammten von zwei oder mehr Ethnien ab. 0,81 Prozent der Bevölkerung waren spanischer oder lateinamerikanischer Abstammung, die verschiedenen der genannten Gruppen angehörten.
Von den 3686 Haushalten hatten 32,6 Prozent Kinder unter 18 Jahren, die mit ihnen lebten. 53,3 Prozent waren verheiratete, zusammenlebende Paare, 14,6 Prozent waren allein erziehende Mütter und 27,6 Prozent waren keine Familien. 25,0 Prozent aller Haushalte waren Singlehaushalte und in 12,2 Prozent lebten Menschen im Alter von 65 Jahren oder darüber. Die durchschnittliche Haushaltsgröße lag bei 2,56 und die durchschnittliche Familiengröße bei 3,06 Personen.
27,8 Prozent der Bevölkerung war unter 18 Jahre alt, 8,8 Prozent zwischen 18 und 24, 24,9 Prozent zwischen 25 und 44, 23,5 Prozent zwischen 45 und 64 Jahre alt und 15,0 Prozent waren 65 Jahre oder älter. Das Durchschnittsalter betrug 37 Jahre. Auf 100 weibliche kamen statistisch 91,9 männliche Personen und auf 100 Frauen im Alter von 18 Jahren oder darüber kamen 88,4 Männer.

Das durchschnittliche Einkommen eines Haushaltes betrug 27.020 USD, das einer Familie 31.095 USD. Männer hatten ein durchschnittliches Einkommen von 26.966 USD, Frauen 17.798 USD. Das Prokopfeinkommen lag bei 13.474 USD. Etwa 17,7 Prozent der Familien und 24,7 Prozent der Bevölkerung lebten unterhalb der Armutsgrenze.

## Städte und Gemeinden
| - Ackerman - Chester - French Camp | - Mathiston1 - Reform - Weir |

1 – teilweise im Webster County